# Flughafen Talas

i8
i11
i13
Der Flughafen Talas (kirgisisch Талас аэропорту, ICAO-Code: UAFT, RU-LID: ТЛС) ist der Flughafen der Oblushauptstadt Talas.
Der Flughafen besitzt ein maximales Landegewicht von 22 Tonnen und wird nur bei Tageslicht betrieben.

## Geschichte
Der Flughafen wurde in den 1940er Jahren für die damals noch kleine Provinzstadt eröffnet.
Die derzeitige Landebahn stammt aus dem Jahr 1979. Nach dem Zerfall der Sowjetunion 1992 benötigte der Flughafen ausgedehnte Reparaturarbeiten.
Im Juli 2023 wurde ein neues Terminal errichtet, das im Mai 2024 eröffnet wurde.

## Zwischenfälle
- Am 28. Juni 1969 verunglückte eine Iljuschin Il-14 der Aeroflot (Luftfahrtkennzeichen CCCP-91495) auf dem Flug nach Frunse. Die Piloten flogen eine Rechtskurve anstelle der vorgeschriebenen Linkskurve. Die Maschine kollidierte daraufhin mit einem Berg. Bei diesem CFIT starben alle Insassen des Flugzeugs.[4]